# Karangjati (Sampang)
Karangjati is een bestuurslaag in het regentschap Cilacap van de provincie Midden-Java, Indonesië. Karangjati telt 6062 inwoners (volkstelling 2010).